# Stenbittjärnen (Bjärtrå socken, Ångermanland)
Stenbittjärnen är en sjö i Kramfors kommun i Ångermanland och ingår i Nätraån-Ångermanälvens kustområde.